# Catasticta amastris
Catasticta amastris is een vlindersoort uit de familie van de witjes (Pieridae), onderfamilie Pierinae.
De wetenschappelijke naam van de soort werd in 1874 gepubliceerd door Hewitson.